# Daria Kondakova
Daria Kondakova (Sochi, 30 de julho de 1991) é uma ex-ginasta russa que competiu em provas de ginástica rítmica. Kondakova integrou a equipe russa de ginástica rítmica que competiu e venceu a edição de Mie do Campeonato Mundial de Ginástica Rítmica.
Em 2010 e em 2011 em Moscou e Montpellier, respectivamente, Kondakova conquistara mais uma vez o título por equipes na modalidade, além de conquistas individuais, como, por exemplo, duas medalha de prata no concurso geral, tendo perdido a medalha de ouro para sua companheira de equipe Yevgeniya Kanaeva.

## Carreira
Nascida em Sochi, na Rússia, dia 30 de julho de 1991 Daria Kondakova iniciou sua carreira desportiva em 1998, com apenas 7 anos, sob os cuidados de Irina Viner. Em 2006 Kondakova, ainda com 15 anos, participou do Campeonato europeu Júnior de Ginástica Rítmica, realizado em Moscou, na Rússia. Neste campeonato a ginasta, ainda inexperiente, conquistou duas medalhas de ouro: A primeira, ao lado de Aleksandra Ermakov, Ekaterina Donich e Natalia Pichuzhkina, conquistou o ouro na final por equipes e a segunda medalha, que também foi ouro, na final da fita.
Em sua primeira competição do ano de 2009 o 17th International Deriugina Cup Daria Kondakova conquistou 5 medalhas, sendo 4 de prata e 1 de ouro. Daria participou da final do individual onde terminou em segundo lugar com o score de 105.875, ficando atrás da ucraniana Anna Bessonova e a frente a israelense Irina Rizenson. No dia seguinte Daria terminou, novamente, em segundo lugar nas finais da corda e do arco, a ucraniana Anna Bessonova tornou a vencer. O ouro só veio na final da bola, porque Anna Bessonova deixou a bola escapar e por isso terminou em 7º lugar, Silviya Miteva e Svetlana Rudalova ficaram com as medalhas de prata e bronze, respectivamente. No mesmo dia Daria ainda conquistou outra medalha de prata na final da fita onde Anna Bessonova, venceu mais uma vez. Ainda em 2009, dessa vez em Mie no Japão, durante o Campeonato Mundial De Ginástica Rítmica de 2009 Kondakova conquistou quatro medalhas, sendo três de prata e uma de ouro. A primeira medalha foi conquistada durante a final da corda. Kondakova fora a segunda ginasta a se apresentar e conseguiu 27.825 de nota, Daria liderou a final até sua compatriota, Evgenia Kanaeva, se apresentar. Kanaeva conseguiu 28.350 de nota ultrapassando Kondakova. No mesmo dia Daria conquistou mais uma medalha de prata, dessa vez na final do arco. Ela foi a primeira a se apresentar e como não cometeu erros graves conseguiu 28.225, Kondakova mais uma vez liderou a competição até a, também, russa Evgenia Kanaeva se apresentar. Kanaeva conseguiu 28.325, ficando um décimo à frente de Kondakova. Kondakova conseguiu estar em mais duas finais: Individual Geral e por equipes. Na final individual Kondakova mais uma vez ficou em segundo lugar atrás de Evgenia Kanaeva, a ucraniana Anna Bessonova ficou com a medalha de bronze. O ouro só veio na final por equipes.

## Campeonato Europeu de Ginástica Rítmica
Daria participara de duas edições de campeonatos europeus da modalidade rítmica como atleta sênior, tais participações aconteceram em 2010 e em 2011, respectivamente na cidade alemã de Bremen e em Minsk na Bielorrússia.

### Bremen 2010
Após a realização do Campeonato Mundial de Ginástica Rítmica em Mie, no ano de 2009, Kondakova competira pela primeira vez em 2010, no Campeonato Europeu. Nesta competição, a qual apresentava apenas uma final, a do concurso geral, Kondakova conquistou a medalha de prata na final, perdendo mais uma vez o título all around para a também russa Evgenia Kanaeva.

### Minsk 2011
Na edição de Minsk da competição, realizada no primeiro semestre de 2011, Kondakova, um pouco mais experiente conquistara e madura, conquistara três medalhas, sendo uma de ouro e duas prata. Na disputa por nações, Kondakova, que disputara o evento ao lado de Evgenia Kanaeva e Daria Dmitrieva, conquistara o ouro nesta final, ao superar as bielorrussas e as ucranianas, prata e bronze, respectivamente, com um somatória total igual a 230.800 pontos.
Classificada para duas finais individuais por aparelhos, a da fita e do arco, Daria conquistou mais duas medalhas, ambas de prata. Evgenia Kanaeva mais uma vez posicionou -se em primeiro lugar. 

## Campeonato Mundial de Ginástica Rítmica
- Mie 2009
- Moscou 2010
- Montpellier 2011

## Principais resultados
| Ano  | Evento                                  | Cidade | IG               |                  |                  |   |                  |        | Eq.             |
| ---- | --------------------------------------- | ------ | ---------------- | ---------------- | ---------------- | - | ---------------- | ------ | --------------- |
| 2009 | Campeonato Mundial de Ginástica Rítmica | Mie    | Medalha de prata | 4º (Q)           | Medalha de prata | - | Medalha de prata | 3º (Q) | Medalha de ouro |
| 2010 | Campeonato Mundial de Ginástica Rítmica | Moscou | Medalha de prata | Medalha de prata | Medalha de ouro  | - | Medalha de prata | 8º (Q) | Medalha de ouro |